# Sphalloplana buchanani
Sphalloplana buchanani är en plattmaskart. Sphalloplana buchanani ingår i släktet Sphalloplana och familjen Planariidae. Inga underarter finns listade i Catalogue of Life.